# Astydamia
Genre
Espèce
Astydamia est un  genre monospécifique de plantes à fleurs de la famille des Apiaceae. Il ne contient qu'une seule espèce Astydamia latifolia, qui est une plante herbacée originaire de l'Afrique du Nord-ouest et de Macaronésie.

## Étymologie
Le nom d'Astydamia a été attribué en référence à Astydamie, personnage de la mythologie grecque.

## Synonymes
- Astydamia canariensis (Spreng.) DC.
- Astydamia ifniensis Caball.
- Bupleurum canariense Spreng.
- Buprestis latifolia Spreng.
- Crithmum latifolium L.f. basónimo
- Heracleum canariense Choisy ex DC.
- Laserpitium crithminum Link
- Levisticum latifolium (L.f.) Batt.

## Description
- Plante bisannuelle ou pérenne.
- Tiges et feuilles charnues, profondément pennées ou lobées, vert clair ou vert glauque.
- Fleurs jaunes en ombelles
- Fruits plus ou moins charnus[2].

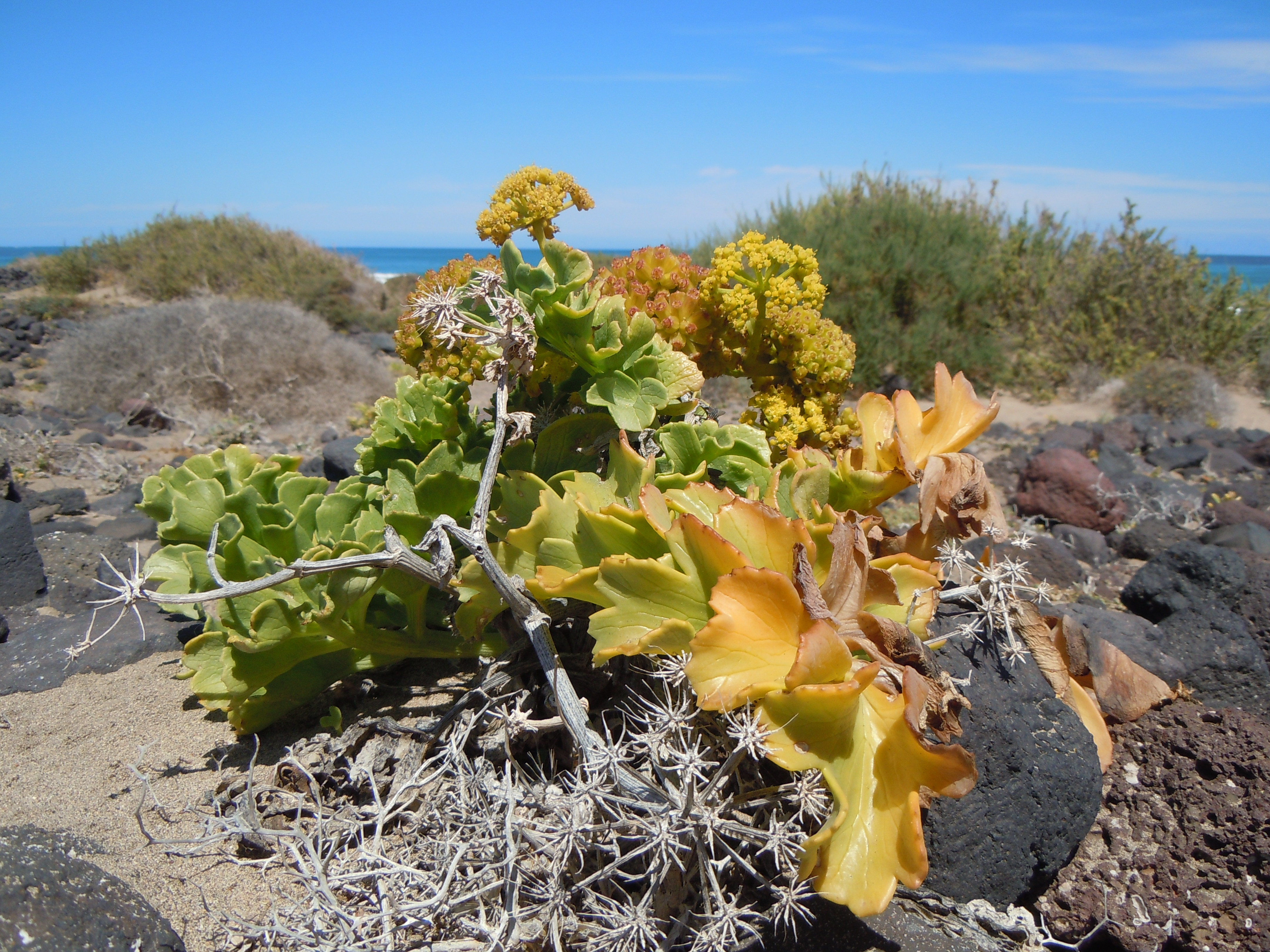
Détail des feuilles.
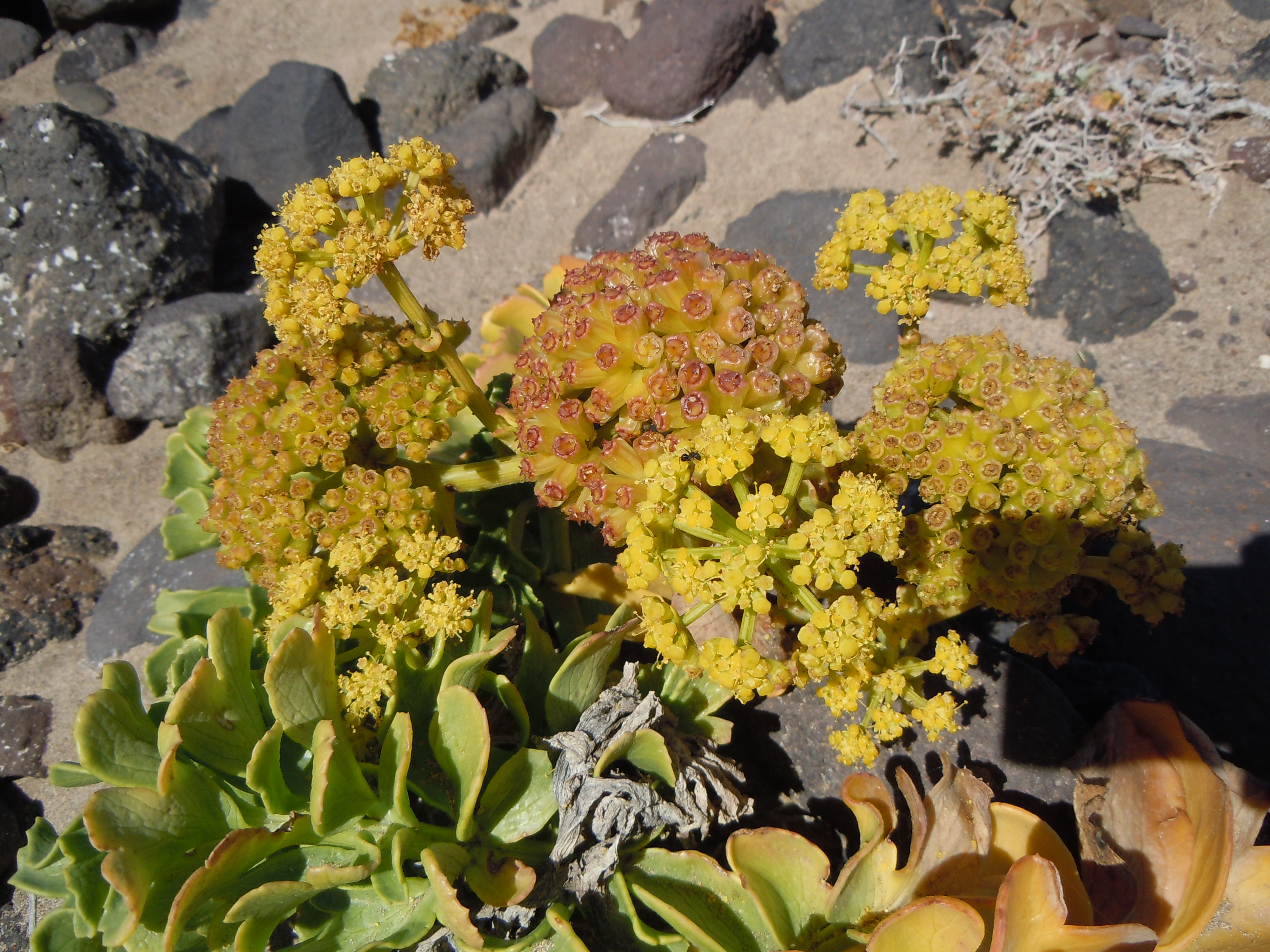
Inflorescence.
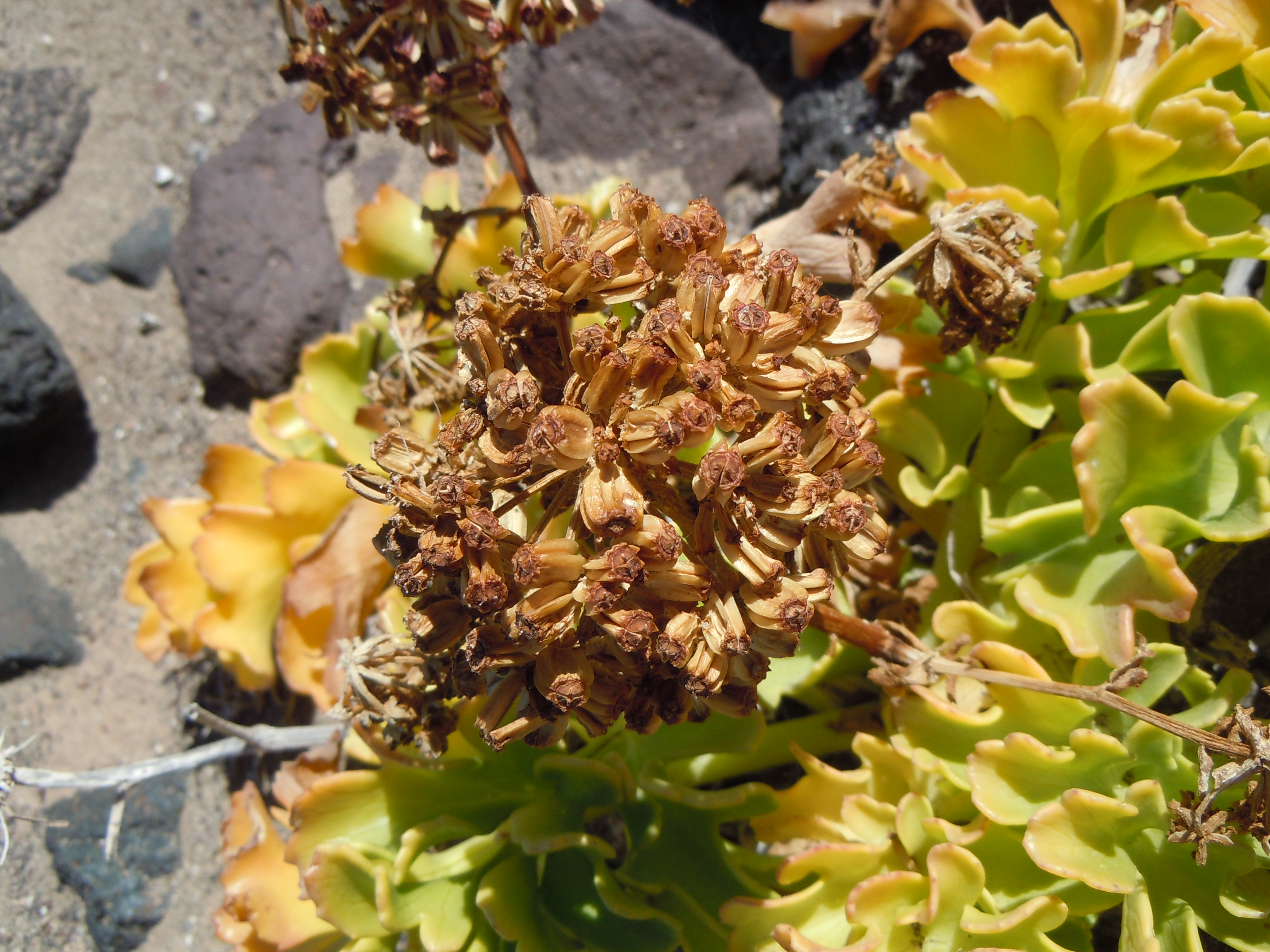
Infructescence.

## Répartition
Astydamia latifolia est présente sur quelques sites dispersées de dunes côtières des îles Canaries, de Madère, du nord de la Mauritanie et du sud du Maroc.

## Propriétés
Plante comestible aux propriétés diurétiques et emménagogue, et aussi potentiellement abortives.